# Боборыкина, Анна Ивановна
А́нна Ива́новна Боборы́кина (1 июля 1922 г., село Мялины Усвятского района Псковской области — 2005 г.) — белорусский педагог, заслуженный учитель БССР, участник Великой Отечественной войны. Депутат Верховного Совета Республики Беларусь (1990).

## Биография
Окончила Велижское педагогическое училище (1940). Окончила Минский педагогический институт им. М. Горького (1957).
В довоенный период преподавала историю в Шtршневской средней школе Усвятского района. Участник Великой Отечественной войны: помощник комиссара комсомола в партизанском отряде «Октябрь», затем на той же должности в бригаде «Октябрь». В 1944—1945 годах — первый секретарь Плисского райкома ВЛКСМ, инструктор Вилейского райкома ВЛКСМ.
С марта 1945 года в Ошмянском районе: первый секретарь ЛКСМБ РК (1945—1946), учитель истории школ № 1 и № 2 (1946—1995).
Избиралась народным депутатом Верховного Совета Республики Беларусь (1990).

## Награды
В 1965 году ей было присвоено почетное звание «Заслуженный учитель БССР». Награждён орденами Октябрьской революции (1971 г.), « Знак Почета» (1960 г.), орденом Отечественной войны II степени и медалями.